# Peștera și izbucul Izvorul Albastru al Izei
Peștera și izbucul Izvorul Albastru al Izei este o arie protejată de interes național ce corespunde categoriei a IV-a IUCN (rezervație naturală de tip mixt), situată în județul Maramureș, pe teritoriul administrativ al comunei Săcel.

## Localizare
Aria naturală se află în partea estică a Munților Rodnei (parte din gruparea nordică a Carpaților Orientali), pe versantul sudic al Muntelui Măgura, în extremitatea sud estică a județului Maramureș (aproape de limita teritorială cu județul Bistrița-Năsăud), în partea estică a satului Săcel.

## Descriere
Rezervația naturală (înființată în anul 1977) declarată arie protejată prin Legea Nr. 5 din 6 martie 2000 publicată în Monitorul Oficial al României Nr. 152 din 12 aprilie 2000 (privind aprobarea planului de amenajare a teritoriului național - Secțiunea a III-a -  arii protejate) se întinde pe o suprafață de 100 hectare și este înclusă în Parcul Național Munții Rodnei.
Aria naturală reprezintă o zonă montană (doline, văii, canioane, stâncării, peșteri) unde la intrare în Peștera Izvorul Albastru al Izei, apele pârâului Măgurii intră în subteranul Vârfului Măgurii, străpungând stâncăriile (printr-un canion și formând  mici cascade), fenomene carstice impresionante dezvoltate în calcare eocene atribuite perioadei de mijloc a paleogenului.
Denumirea acestei arii protejate geologice și peisagistice provine de la nuanța verzui-albăstruie a izvorului carstic, unul din afluenții de obârșie ai râului Iza.

## Atracții turistice
În vecinătatea rezervației naturale se află mai multe obiective de interes turistic (lăcașuri de cult, monumente istorice, muzee, arii protejate, zone naturale), astfel:

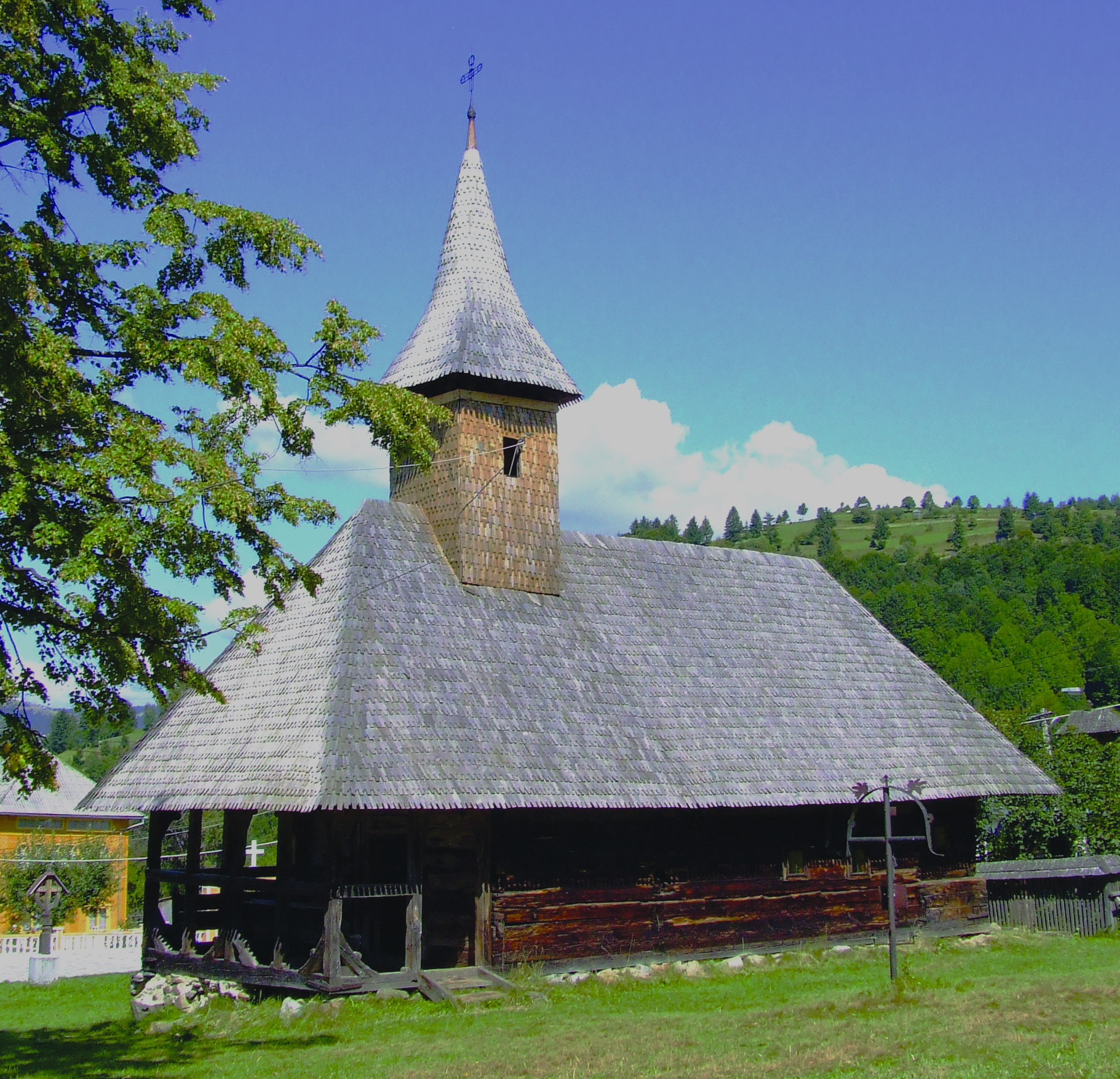
Biserica de lemn din Mănăstirea Moisei

- Mănăstirea Moisei, complex monahal cu biserică de lemn, biserică de zid, chilii, grădini[7]
- Biserica de lemn din Mănăstirea Moisei cu hramul „Adormirea Maicii Domnului”, construcție 1672, monument istoric
- Biserica "Sf. Apostoli Petru și Pavel" din Săcel, construcție 1909, monument istoric
- Parcul Natural Munții Maramureșului
- Parcul Național Munții Rodnei
- Rezervația naturală Izvorul Bătrâna (0,50 ha)
- Peștera din Dealul Solovan, arie naturală declarată monument natural
- Mori țărănești de apă în satul Săcel
- Trasee montane în Munții Rodnei
- Valea Izei
- Atelierul de lucru și cuptorul olarului Tănase Burnar (fiul renumitului meșter olar Tanase Cocean), ultimul meșter care lucrează ceramică de Săcel[8]